# Весёлое (Магдалиновский район)
Весёлое (укр. Веселе) — село,
Приютский сельский совет,
Магдалиновский район,
Днепропетровская область,
Украина.
Код КОАТУУ — 1222386502. Население по переписи 2001 года составляло 39 человек.

## Географическое положение
Село Весёлое находится в 3,5 км от левого берега реки Чаплинка,
примыкает к селу Нововасилевка.